# Codice marziale 3 - Missione giustizia
Codice marziale 3 - Missione giustizia è un film del 1992 diretto da Steve Barnett. È il terzo capitolo della saga Codice marziale.

## Trama
Kurt Harris è un poliziotto che si infiltra in una di queste associazioni, capitanata dai coniugi Larkin, con lo scopo di smascherarne i loschi intrighi. Aiutato dalla collega Lynn Steele, dovrà infatti affrontare l'organizzazione criminale che si cela dietro la facciata di legalità.

## Il film
Malgrado il titolo, questo film non ha legami con i precedenti due, se non l'attore Jeff Wincott e altri artisti marziali come James Lew e Philip Tan.
Torna Jeff Pruitt alla coreografia dei combattimenti, con un esito però migliore rispetto al primo film. Divertimento assicurato per gli amanti del genere.